# Deutscher Sportjournalistenpreis 2019
Die achte Verleihung des Deutschen Sportjournalistenpreises fand am 25. März 2019 im Hamburger Grand Elysée Hotel statt. Erstmals wurden die Nominierten durch ein mit Prominenten besetztes Gremium ausgewählt (8–20 je Kategorie). Es wurden Preise in zehn Kategorien verteilt, erstmals auch für die Beste Berichterstattung eSport. Außerdem wurde die Auszeichnung für das Lebenswerk und ein Sonderpreis für die Förderung des Amateurfußballs vergeben.

## Preisträger

### Beste Sportfachzeitschrift
| Platz | Zeitschrift   |
| ----- | ------------- |
| 1.    | Handballwoche |
| 2.    | Basket        |
| 3.    | Sport Bild    |

### Bester Sportteil in einer Tageszeitung
| Platz | Zeitung                                            |
| ----- | -------------------------------------------------- |
| 1.    | Süddeutsche Zeitung                                |
| 2.    | Frankfurter Allgemeine Zeitung                     |
| 3.    | Der Tagesspiegel / Westdeutsche Allgemeine Zeitung |

### Bester Sportauftritt Wochenzeitung/Magazin
| Platz | Zeitung/Zeitschrift                    |
| ----- | -------------------------------------- |
| 1.    | Bild am Sonntag                        |
| 2.    | Welt am Sonntag                        |
| 3.    | Frankfurter Allgemeine Sonntagszeitung |

### Bester Sportinternetauftritt
| Platz | Website             |
| ----- | ------------------- |
| 1.    | Sportdeutschland.TV |
| 2.    |                     |
| 3.    |                     |

### Beste Sportsendung
| Platz | Sendung                                          |
| ----- | ------------------------------------------------ |
| 1.    | easyCredit Basketball Bundesliga (Magenta Sport) |
| 2.    | zwanzig18 – Die Olympia Show (Eurosport)         |
| 3.    | Sportschau (ARD)                                 |

### Beste(r) Sportexperte/-expertin
| Platz | Person                   |
| ----- | ------------------------ |
| 1.    | Oliver Kahn (ZDF)        |
| 2.    | Stefan Kretzschmar (Sky) |
| 3.    | Patrick Esume (ran)      |

### Beste(r) Sportmoderator(in)
| Platz | Person                     |
| ----- | -------------------------- |
| 1.    | Matthias Opdenhövel (ARD)  |
| 2.    | Alexander Bommes (ARD)     |
| 3.    | Laura Wontorra (RTL Nitro) |

### Beste(r) Sportkommentator(in)
| Platz | Person                |
| ----- | --------------------- |
| 1.    | Frank Buschmann (Sky) |
| 2.    | Tom Bartels (ARD)     |
| 3.    | Claudia Neumann (ZDF) |

### Beste(r) Newcomer(in)
| Platz | Person                      |
| ----- | --------------------------- |
| 1.    | Julius Brink (ran)          |
| 2.    | Icke Dommisch (ran)         |
| 3.    | Lennert Brinkhoff (SWR/ARD) |

### Beste Berichterstattung eSport
| Platz | Person                 |
| ----- | ---------------------- |
| 1.    | Nik Peters (Freaks 4U) |
| 2.    | Melek „m3lly“ Balgün   |
| 3.    | 99Damage               |

### Sonstige Auszeichnungen
Der Deutsche Sportjournalistenpreis für das Lebenswerk wurde Gerd Rubenbauer (Bayerischer Rundfunk) verliehen. Den Sonderpreis für herausragendes Engagement bei der Förderung des Amateurfußballs wurde an Sportbuzzer (Geschäftsführer Marco Fenske) vergeben.